# Angolnagőte-félék
Az angolnagőte-félék (Amphiumidae) a  kétéltűek (Amphibia) osztályába és a farkos kétéltűek (Caudata) rendjébe tartozó család.

## Megjelenésük
Testhosszuk 22-116 centiméter. Fejük hosszúkás, szemeik aprók. Törzsük erősen megnyúlt, bőrük sima és nyálkás. Színük a hátoldalon feketés vagy sötétbarnás, a hasi oldalon világosabb szürkés. Végtagjaik nagyon aprók, a felnőtt állatoknál helyváltoztatásra alkalmatlanok, rajtuk fajtól függően 1-3 ujj figyelhető meg. Farkuk oldalról kissé lapított, hossza a teljes testhossznak nagyjából 20-25%-a. A család fajaira részleges neoténia jellemző a következő lárvakori bélyegekkel: szemhéj és mozgatható nyelv hiánya, két pár kopoltyúív, valamint egy pár kopoltyúrés. Légzéssük főleg tüdővel és a bőrükön át történik.
Érzékeik közül látásuk gyenge, a tájékozódáshoz és zsákmányszerzéshez fejlett szaglásukat és oldalvonal-rendszerüket használják.

## Előfordulásuk
Az Amerikai Egyesült Államok déli részén honosak, pleisztocén kori fosszíliáik azonban bizonyítják, hogy valaha Európában is elterjedtek voltak. Mocsarak, árterek lakói.

## Életmódjuk
Életük nagy részét a vízben töltik, azt legfeljebb esős éjszakákon hagyják el. Ha élőhelyük kiszárad, az iszapba ássák magukat és ott várják ki az esőket. Nappal az iszapban vagy a sűrű növényzet között rejtőznek, éjszaka aktívak.
Falánk ragadozók, szinte bármilyen kisebb állatot elfogyasztanak, amit képesek elkapni és lenyelni, így különféle férgeket, puhatestűeket, ízeltlábúakat, halakat, kétéltűeket, hüllőket és kisemlősöket. Zsákmányukat hegyes, kissé visszafelé hajló fogaikkal ragadják meg, melyeket védekezéskor is használhatnak, fájdalmas sebet okozva.

## Szaporodásuk
Szaporodási viselkedésük kevéssé ismert, nászidőszakuk feltehetően fajtól függ. Udvarlást eddig csak a háromujjú angolnagőténél sikerült megfigyelni. A hím miután észrevette a nőstényt, spirálban úszkál körülötte, majd köréje tekeredve közvetlenül a kloákájához tapasztja a spermatofórát. A nőstények petéiket - melyek száma a 300-at is elérheti - nagyon sekély vízben, rejtett helyen rakják le, ami idővel szárazra kerül. A lerakott petéket kikelésükig őrzik, amely 4-5 hónapig is eltarthat. Ezalatt nem táplálkoznak, energiaigényüket kizárólag zsírtartalékaikból fedezik. Ez olyannyira megterhelő számukra, hogy a hímekkel ellentétben csak minden második évben engedhetik meg maguknak a szaporodást.
A kikelő lárvák saját erejükből jutnak el a vízbe. Három pár külső kopoltyújuk van, ezek azonban pár héten belül visszafejlődnek. Végtagjaik a testhez viszonyítva jóval nagyobbak, helyváltoztatásra még alkalmasak, farkukon pedig úszószegély húzódik.
Ivarérettségüket 3-4 évesen érik el.

## Rendszerezés
A családba az alábbi 1 nem és 3 faj tartozik:
- Amphiuma (Garden, 1821)
  - kétujjú angolnagőte (Amphiuma means)
  - egyujjú angolnagőte (Amphiuma pholeter)
  - háromujjú angolnagőte (Amphiuma tridactylum)

### Kladogram
|  | A. pholeter                                                 |
|  |                                                             |
|  | \| \| A. means \| \| \| \| \| \| A. tridactylum \| \| \| \| |
|  |                                                             |
|  | A. means                                                    |
|  |                                                             |
|  | A. tridactylum                                              |
|  |                                                             |

|  | A. means       |
|  |                |
|  | A. tridactylum |
|  |                |